# 고란 이바니셰비치
고란 이바니셰비치(크로아티아어: Goran Ivanišević, 세르비아어: Горан Иванишевић, 1971년 9월 13일 ~ )는 크로아티아의 은퇴한 프로 테니스 선수이다. 큰 키에서 뿜어져 나오는 강력한 서브가 주무기였던 그는, 윔블던에서 와일드 카드로 출전하여 우승(2001년)한 대회 역사상 유일한 선수이기도 하다. 바르셀로나에서 열린 1992년 하계 올림픽 테니스 남자 단식 및 복식에서 동메달을 획득하기도 하였다. 생애 최고 랭킹은 1994년 7월에 기록한 세계 랭킹 2위이다.

2022년 현재는 테니스 빅3중 한명인 노박 조코비치의 테니스 코치로 널리 알려져있다.
그랜드슬램 대회의 최고 성적으로는,
- 호주오픈 : 8강 (1989, 1994, 1997)
- 프랑스오픈 : 8강 (1990, 1992, 1994)
- 윔블던 : 우승1회 (2001) , 준우승 3회 (1992, 1994, 1998)
- US오픈 : 4강 (1996)